# The Truth, the Whole Truth and Nothing But the Truth
The Truth, the Whole Truth and Nothing But the Truth är ett studioalbum av det brittiska oi!-punkbandet The Business, utgivet 1997.

## Låtlista
1. "Spirit of the Street"
2. "Blood Ties"
3. "The Truth, the Whole Truth and Nothing But the Truth"
4. "One Common Voice"
5. "What's the Story"
6. "Justice Not Politics"
7. "One Thing Left to Say"
8. "Death to Dance" (albumversionen)
9. "No Time 4 U"
10. "SE12"
11. "Crime of the Century"
12. "Informer"
13. "Southgate"
14. "Hardcore Hooligan"

### Fotnoter
1. ↑  ”The Truth, the Whole Truth and Nothing But the Truth”. Discogs.com. http://www.discogs.com/Business-The-Truth-The-Whole-Truth-And-Nothing-But-The-Truth/master/39432. Läst 3 maj 2012.